# Лебедёвка (Тюменская область)
Лебедёвка — посёлок в в Заводоуковском районе Тюменской области. В рамках организации местного самоуправления находится в Заводоуковском городском округе.

## Название
Ойконим — от фамилии Лебедев, инженера химлесхоза, который в 1930-е годы держал на берегу реки Крутихи смолокурню. В те годы именовался участком Лебедёвка.

## География
Деревня находится в южной части региона, на севере округа, в лесостепной зоне, в пределах Западно-Сибирской равнины, на берегу реки Крутиха. Самый северный населённый пункт Заводоуковского городского округа.

### Климат
Климат резко континентальный с суровой холодной зимой и коротким жарким летом. Средняя температура воздуха самого тёплого месяца (июля) составляет 17,7 °C (абсолютный максимум — 40 °C); самого холодного (января) — −18,2 °C (абсолютный минимум — −52 °C). Продолжительность безморозного периода около 109 дней. Среднегодовое количество атмосферных осадков составляет 478 мм, из которых 342 мм выпадает в период с мая по октябрь.

## История
Посёлок возник в начале 1930-х годов.
В 1936—1940 годах построили бараки, в которых жили рабочие лесозаготовок и спецпереселенцы — поляки, румыны, немцы, литовцы, латыши и др. В то время населённый пункт назывался участком Лебедёвка и территориально относился к Зоновскому сельскому Совету.
В 1948—1949 годах из Тропинского (около 10 км к северу от Лебедёвки) было переселено около 500 литовских ссыльных. Переселенцы работали в лесопилке, по загрузке брёвен, досок, шпал для вагонов и на железнодорожной линии. Первоначально жили в неотапливаемых бараках. Позже построили небольшие домики, посадили сады, купили скот. В 1951 году литовцы были обвинены в попытке создать новую Лебедёвку в Литве. Около 50 человек были арестованы, трое из них были расстреляны, остальные были приговорены. Задержанные активы конфискованы. Из-за сокращения лесов вокруг Лебедёвки многие литовские семьи переехали в другие населённые пункты: Лесной, Сосновка, Старо-Каменка, Ново-Каменка.
В 1954 году разрешили вернуться в Литву детям, в 1956 году начали возвращаться и взрослые. В 1956 году все заключённые были реабилитированы. В 1989—1990 годах почти все останки покойных переселенцев были доставлены в Литву.
27 ноября 1997 года рабочий посёлок (посёлок городского типа) Лебедёвка был преобразован в посёлок, образован Лебедевский сельсовет (упразднён при преобразовании района в городской округ).

## Население
| 1959 | 1970  | 1979  | 1989  | 2002  | 2010  |
| ---- | ----- | ----- | ----- | ----- | ----- |
| 2522 | ↘2458 | ↘2122 | ↘1819 | ↘1640 | ↘1446 |

## История
В Лебедевке находится филиал № 3 областной клинической психиатрической больницы, дом культуры, фельдшерско-акушерский пункт.

## Транспорт
Автобусное сообщение с райцентром. Остановка общественного транспорта «Лебедевка». 